# Peter Toshio Jinushi
Peter Toshio Jinushi (japanisch ペトロ 地主 敏夫, Petoro Jinushi Toshio; * 20. September 1930 auf Hokkaidō; † 4. Mai 2021 in Sapporo) war ein japanischer Geistlicher und römisch-katholischer Bischof von Sapporo.

## Leben
Peter Toshio Jinushi empfing nach seiner theologischen Ausbildung am 20. März 1960 die Priesterweihe für das Bistum Sapporo. Er war in der Bistumsverwaltung tätig. Er absolvierte ein Studium in Rom und war von 1978 bis 1988 Priester in Maruyama.
Papst Johannes Paul II. ernannte ihn am 3. Oktober 1987 zum Bischof von Sapporo. Der Erzbischof von Tokio, Peter Seiichi Shirayanagi, spendete ihm am 15. Januar 1988 die Bischofsweihe; Mitkonsekratoren waren Benedict Takahiko Tomizawa, emeritierter Bischof von Sapporo, und Aloysius Nobuo Soma, Bischof von Nagoya.
Am 17. November 2009 nahm Papst Benedikt XVI. sein aus Altersgründen vorgebrachtes Rücktrittsgesuch an. Er starb im Alter von 90 Jahren an einer Darmkrankheit im Krankenhaus Sapporo-Kosei.